# Malin (Oregon)
Malin è una città degli Stati Uniti d'America situata nell'Oregon, nella Contea di Klamath.